# 3968 Koptelov
3968 Koptelov è un asteroide della fascia principale. Scoperto nel 1978, presenta un'orbita caratterizzata da un semiasse maggiore pari a 2,3217048 UA e da un'eccentricità di 0,0916343, inclinata di 6,20789° rispetto all'eclittica.